# Walter Jansen (Chemiker)

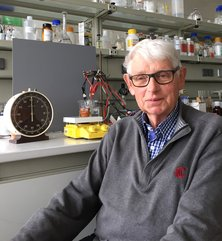
Walter Jansen im Labor der EUF, Januar 2019

Walter Jansen (* 31. Dezember 1938 in Mönchengladbach; † 2. Juli 2025) war ein deutscher Chemiker und Chemiedidaktiker.

## Leben und Wirken
Er studierte von 1958 bis 1964 Chemie und Mathematik an der RWTH Aachen und an der Universität Bonn und schloss mit dem Staatsexamen ab. Im Jahr 1966 erfolgte die Promotion auf dem Gebiet der Anorganischen Chemie bei Otto Schmitz-DuMont. Anschließend war Jansen wissenschaftlicher Mitarbeiter an der Universität Bonn und nebenamtliche Lehrkraft an einem Bonner Gymnasium. Nach einer kurzen Phase als Akademischer Rat an der Pädagogischen Hochschule (PH) Bonn wurde er 1970 Professor für Chemie und Didaktik der Chemie an der PH Flensburg. Jansen von 1975 bis 1977 auch Vizepräsident der PH Flensburg. Im Jahr 1977 wurde er ordentlicher Professor für Didaktik der Chemie an der Universität Oldenburg. Von 2008 bis 2017 war er Lehrbeauftragter für Chemie an der Universität Flensburg. Auch nach seiner Emeritierung publizierte Jansen weiterhin im Bereich Didaktik der Chemie.
Jansen war 6 Jahre lang Mitglied des Vorstands der Fachgruppe Chemieunterricht der Gesellschaft Deutscher Chemiker (GDCh) und war Gründungsmitglied und verantwortlicher Redakteur der Fachzeitschrift Chemkon von 1993 bis 2004. Er war mehrere Jahre lang Leiter des GDCh Lehrerfortbildungszentrums Chemie Bremen/Oldenburg.
Seine Arbeitsgebiete waren experimentelle Unterrichtskonzeptionen für den Chemieunterricht, Geschichte der Chemie im Chemieunterricht und das historisch-problemorientierte Unterrichtsverfahren. Er war Begründer des Projekts Chemol, das Kinder im Grundschulalter an Chemie und Naturwissenschaften heranführt.

## Bedeutende Alumni
Nachfolgend sind einige Doktoranden und ehemalige Mitglieder des Arbeitskreises von Jansen aufgeführt, welche auf Lehrstühle der Chemiedidaktik berufen wurden.
- Matthias Ducci, PH Karlsruhe
- Ingo Eilks, Universität Bremen[9]
- Alfred Flint, Universität Rostock[10]
- Bolko Flintjer, PH Weingarten[11]
- Jens Friedrich, PH Freiburg[12]
- Andreas Kometz †️, Friedrich-Alexander-Universität Erlangen-Nürnberg[13]
- Insa Melle, TU Dortmund[14]
- Marco Oetken, PH Freiburg
- Ilka Parchmann, Leibniz-Institut für die Pädagogik der Naturwissenschaften und Mathematik an der CAU Kiel
- Bernd Ralle, TU Dortmund[15]
- Dominique Rosenberg, Universität Rostock[16]

## Veröffentlichungen (Auswahl)
Er hat mehr als 300 fachdidaktische und fachliche Arbeiten publiziert, darunter etwa zehn Bücher. Er ist Mitherausgeber des Handbuchs der Experimentellen Chemie.
- mit Dominique Rosenberg, Markus Behnisch, Svenja Pansegrau, Maike Busker: Speicherung elektrischer Energie mit neuartigen, organischen Batterien. 28. März 2019, doi:10.25656/01:16842.
- mit Ilka Parchmann: Der “Treibhauseffekt” als Folge der Wärmeabsorption von Gasen. In: CHEMKON. Band 3, Nr. 1, 1996, ISSN 1521-3730, S. 6–11, doi:10.1002/ckon.19960030103.
- mit Hartwig Möllencamp, Bolko Flintjer: 200 Jahre „Pulsierendes Quecksilberherz“ Zur Geschichte und Theorie eines faszinierenden elektrochemischen Versuchs. In: CHEMKON. Band 1, Nr. 3, 1994, ISSN 1521-3730, S. 117–125, doi:10.1002/ckon.19940010303.
- mit O. Schmitz-Dumont, Werner Schaal: Über die Ammonolyse von Organometallen. II. Die Ammonolyse des Siliciumtetraphenyls. In: Zeitschrift für anorganische und allgemeine Chemie. Band 339, Nr. 3-4, 1965, ISSN 1521-3749, S. 113–119, doi:10.1002/zaac.19653390302.

## Auszeichnungen
- 2019: Heinz-Schmidkunz-Preis, im Rahmen des GDCh-Wissenschaftsforums in Aachen[19]
- Ehrenmitglied der Fachgruppe Chemieunterricht der GDCh[3]
- Ehrenherausgeber der Zeitschrift Chemkon